# Privatni smještaj
Privatni smještaj je termin koji u biti označava smještajne kapacitete u vlasništvu fizičkih osoba. U Hrvatskoj privatni smještaj podrazumijeva sljedeće smještajne jedinice: apartmane, sobe, kuće za odmor i kampove. Država svojim zakonima i pravilnicima određuje koliki je maksimalni broj kapaciteta da bi netko mogao kao fizička osoba registrirati neku od spomenutih smještajnih jedinica. Jer za sve iznad toga potrebno je imati tvrtku ili obrt. 
Osoba koja je vlasnik neke smještajne jedince ili smještajnog objekta zovemo iznajmljivač. Dok zakonodavac pravne osobe koje iznajmljuju apartmane i sobe zove ugostiteljem. 
Privatni smještaj kao funkciju ima iznajmljivanje postelja u domaćinstvu turistima. Da bi neka fizička osoba mogla legalno iznajmljivati turistima svoje kapacitete mora za to dobiti odobrenje (Rješenje) od nadležnog Ministarstva, a ujedno zadovoljavanjem takozvanih MTU (Minimalnih tehničkih uvjeta) iznajmljivač dobiva i kategoriju smještaja pod kojom smije poslovati, a one su izražene u zvjezdicama. Privatni smještaj u Hrvatskoj može imati do najviše četiri zvjezdice.
Privatni smještaj u Hrvatskoj je po broju smještajnih kapaciteta najbrojniji jer čini oko 45% (statistika 2012.) u ukupnom broju svih kreveta u turizmu. Ostali smještajni kapaciteti koji ne spadaju pod privatni smještaj mogu biti: hoteli, moteli, hosteli, pansioni, kampovi i slično.
Često puta u Hrvatskoj nailazimo na termin "villa" što bi u doslovnom prijevodu značilo "ljetnikovac". U biti i jest tako. Ono što kod nas nazivamo villama, po službenoj kategorizaciji su zapravo apartmani, sobe ili kuće za odmor najčešće vlasništvo fizičkih osoba. Ima slučajeva kada se i neki hotel zove primjerice "Villa Ana", a zapravo je hotel. Tako da iza termina villa može stajati zapravo po službenoj kategorizaciji i hotel, a može biti i privatni smještaj.